# یومه نیکی
یومه نیکی (به انگلیسی: Yume Nikki) یک بازی در سبک ماجراجویی است که خالق آن توسعه‌دهندهٔ ژاپنی کیکیاما می‌باشد. بازیکن نقش دختری با نام مادوتسوکی را برعهده دارد که در رؤیاهای خود می‌گردد و ۲۴ افکت جمع‌آوری می‌کند که ظاهر و تجهیزاتش را تغییر می‌دهند. 